# FC Vlotbrug
FC Vlotbrug is een amateurvoetbalvereniging uit de plaats Hellevoetsluis in de Zuid-Hollandse gemeente Voorne aan Zee.

## Algemeen
De vereniging werd op 1 februari 1979 opgericht. De thuiswedstrijden worden op “Sportpark De Kooistee” gespeeld.
Ontstaan
Aan het eind van de jaren '70 kreeg Hellevoetsluis de status van groeigemeente. Dat was in de tijd, dat de wijken Kooistee en Struyten, de wijken waar het grootste deel van de leden woont, nog niet waren gebouwd. Door de groei bleek er behoefte te zijn om naast de verenigingen VV Hellevoetsluis en VV Nieuwenhoorn, voor een derde vereniging. In 1978 werd een werkgroep opgericht om te kijken naar de mogelijkheden. De eerste werkgroep bestond uit een aantal (oud)leden van vv Hellevoetsluis en sv Rijnmond. Na heel veel overleg met de gemeente en de KNVB-afdeling Rotterdam (RVB) werd besloten om een voetbalvereniging op te richten. Er was veel ambitie, maar geen bestuurlijke ervaring en er moest ook worden voldaan aan de eis voor een minimum aantal leden van 30. De prille vereniging, zonder bestuur en zonder naam, is aan de slag gegaan en al snel werden in de nieuwe wijken ongeveer 60 leden bij elkaar gebracht. Dit waren mensen, die uit alle uithoeken van het land naar Hellevoetsluis kwamen om er te wonen en te werken.
Op 1 februari 1979 was het dan zover. De eerste algemene ledenvergadering in Sporthal de Eendracht, waar 40 leden de oprichting van FC Vlotbrug een feit maakten. De gemeente had een paar velden en een gravelveld beschikbaar gesteld aan de Boerseweg. Niet ver van waar nu de hockeyclub Voorne actief is. Ook werd er een primitieve kleedruimte in gebruik genomen.
Clubnaam
Vooral mensen die niet geboren en getogen zijn in Hellevoetsluis vragen zich vaak af, waar de naam FC Vlotbrug vandaan komt.
Vroeger waren de gemeenten Hellevoetsluis en Nieuwenhoorn aparte gemeenten. Ook waren er een aantal wijken, in die tijd enclaves genoemd die onderdeel uitmaakten van beide gemeenten. Zo was er ook de enclave Vlotbrug, die begint op de plek waar momenteel de Kinderboerderij gevestigd is en doorliep tot aan het kanaal van Voorne ter hoogte van Rijo. Het bord Vlotbrug gemeente Nieuwenhoorn (jawel) heeft nog lange tijd op de Oostdijk gestaan.
In het kanaal van Voorne lagen een aantal bruggen, die in de tijd dat de waterstand nog op en neer ging, als bijzondere eigenschap hadden dat zij dreven op het water. Het waren dus een soort vlotten en vandaar de naam vlotbrug. Het was dus duidelijk dat de enclave en latere wijk van Hellevoetsluis daarnaar werd vernoemd. De wijk Vlotbrug bestaat nog steeds en de naam werd voorgesteld aan het bestuur, voorafgegaan door FC (Football Club) en als vereniging te gaan gebruiken. Aldus werd besloten. FC Vlotbrug was een feit geworden, met als tenue een geel shirt, een zwarte broek en gele kousen.
Sportpark
Al snel bleek het complex aan het Boersepad niet te voldoen aan de behoefte van een groeiende vereniging als FC VIotbrug. Daar kwam bij, dat de accommodatie vaak moest worden gedeeld door met de andere voetbalverenigingen Hellevoetsluis en Nieuwenhoorn. Bij de bouw van de wijken Kooistee en Struyten werd in overleg met de gemeente al snel rekening gehouden met de behoefte van FC Vlotbrug om te komen tot een eigen verenigingsaccommodatie, waarna “Sportpark De Kooistee” aan het Schelpenpad werd gebouwd. Hier heeft FC Vlotbrug onafgebroken gevoetbald vanaf het seizoen 1981/82.

## Standaardelftal
Het standaardelftal speelt in het seizoen Vijfde klasse zaterdag (2023/24).

### Erelijst
kampioen Vierde klasse: 2012, 2019

### Competitieresultaten 1997–2019
| 7 5E |

| 8 5E |

| 5 5D |

| 4 5D |

|  |

| 4 4D |

| 11 3D |

| 4 4D |

| 8 4D |

| 9 4D |

| 8 4D |

| 8 4D |

| 2 4D |

| 12 3D |

| 3 4E |

| 1 4E |

| 9 3D |

| 9 3D |

| 6 3C |

| 9 3D |

| 11 3D |

| 10 4G |

| 1 4H |

| Derde klasse | Vierde klasse | Vijfde klasse |

In elke staaf van de grafiek staat van boven naar beneden vermeld: 
- Eindnotering

Dit is de positie die de club heeft bereikt in de competitie, zonder eventuele beslissings-, play-off- of nacompetitiewedstrijden die nodig zijn geweest om bijvoorbeeld de kampioen van de competitie te bepalen.
Indien een * achter het getal staat is de notering een tussenstand en kan het zijn dat de notering niet overeenkomt met de uiteindelijke eindstand van de competitie.
Staat er een - dan is het seizoen nog bezig en is er geen definitieve uitslag bekend.
Staat er xx op de positie van de notering, dan heeft de club vroegtijdig de competitie verlaten. Dit kan onder andere komen door terugtrekking van het team, faillissement van de club of door een uitgedeelde straf van de KNVB. In veel gevallen staat elders in het artikel de reden vermeld.
Staat er een ? dan is het resultaat uit het verleden onbekend, en is alleen de competitie of het niveau bekend van dat seizoen.
In de seizoenen 2019/20 en 2020/21 werd wegens de coronacrisis het amateurvoetbal afgebroken. Daardoor kennen deze staven geen eindklassering (middels -- weergegeven).
- Competitieniveau en afdelingsletter of Officiële eindstand Eredivisie
  - Competitieniveau en afdelingsletter

Hierbij geeft het getal het niveau weer, dat ook terug te vinden is in de legenda. De letter is de afdelingsaanduiding en wordt gebruikt wanneer er meer afdelingen zijn op hetzelfde niveau. De afdelingsletter is altijd een hoofdletter en wordt meestal zonder nummer gebruikt.
Voorbeeld: 2F is niveau 2e klasse competitie F.
Het competitieniveau en nummer wordt niet vermeld wanneer er slechts één competitie van dit niveau was.
  - Officiële eindstand Eredivisie (getal staat tussen haakjes vermeld)

Sinds de introductie van play-offwedstrijden voor Europees voetbal na afloop van de reguliere competitie in 2005/06, is de KNVB verplicht een eindstand van de Eredivisie door te geven aan de UEFA aan de hand van deze play-offwedstrijden.
Bij deze eindstand staan clubs die zich hebben gekwalificeerd voor Europees voetbal hoger dan clubs die zich niet wisten te kwalificeren. Indien er geen verschil was tussen de eindnotering en de officiële eindstand, staat dit getal niet vermeld.

- Onderafdeling

Hier staat afgekort de naam van de onderafdeling indien de club in dat jaar in een onderafdeling uitkwam. Tevens staat deze afkorting in de legenda en wordt gelinkt naar het artikel over deze onderafdeling. Deze afkorting wordt alleen vermeld wanneer de club in het verleden in verschillende onderafdelingen heeft gespeeld. Deze vermelding is in de staaf altijd in kleine letters. Deze onderafdelingen zijn na het seizoen 1995/96 afgeschaft. Heeft de club in slechts één onderafdeling gespeeld, dan is dit alleen terug te vinden in de legenda.
Onder de staaf staat het jaartal vermeld waarin het seizoen is afgesloten. 15 verwijst naar het seizoen 2014/15 of eventueel het seizoen 1914/15.
Wanneer een staaf leeg is, zijn deze gegevens niet bekend. Het kan ook zijn dat de club dat seizoen niet heeft meegespeeld op het hogere amateurniveau, vroegtijdig de competitie heeft verlaten of uit de competitie is gezet.

In het seizoen 1944/45 was er wegens de Tweede Wereldoorlog geen regulier competitievoetbal.
Brielle · Hellevoetsluis · Nieuwenhoorn · OHVV · OVV · Rockanje · Vierpolders · Vlotbrug · Zwartewaal